# Allan Ramsay
Allan Ramsay (Leadhills, Lanarkshire; 15 de octubre de 1686-Edimburgo, Reino Unido; 7 de enero de 1758) fue un poeta escocés, padre del pintor del mismo nombre, el célebre retratista Allan Ramsay (1713-1784).

## Biografía
Era hijo de un campesino y al principio fue peluquero en Edimburgo, antes de componer en lengua escocesa poemas que publicó en 1721 y le hicieron destacar, como The Gentle Shepherd. Abandonó su trabajo y se convirtió en librero y hombre de letras, recogiendo en la colección de poemas The Ever Green ("Lo siempre verde") cantos escoceses que retocó y alcanzaron un gran éxito, sirviendo posteriormente de material para el medievalizante Romanticismo inglés.

## Obras
- The Tea-table Miscellany (1724)
- The Tea-table Miscellany, Or, A Collection of Choice Songs, Scots and English (1750)
- The Ever Green
- The Poems of Allan Ramsay
- The Gentle Shepherd (1725)
- Kirk

## Fuente
- «Allan Ramsay (poète)», en Marie-Nicolas Bouillet et Alexis Chassang (dir.), Dictionnaire universel d'histoire et de géographie, 1878.

- Datos: Q654775
- Multimedia: Allan Ramsay (poet) / Q654775